# Natal'ja Kaspersky
Natal'ja Ivanovna Kasperskaja, nata Suster (in russo Наталья Ивановна Касперская?; utilizzatrice in Occidente come cognome della forma al maschile, Kaspersky; Mosca, 5 febbraio 1966), è un'imprenditrice russa nel settore della tecnologia dell'informazione, presidente del Gruppo InfoWatch, co-fondatrice ed ex CEO del Kaspersky Lab per la sicurezza del software.
Secondo Forbes, è una delle donne più ricche della Russia, al 17º posto nel 2020 con un patrimonio stimato di 270 milioni di dollari e una delle più influenti nel settore tecnologico.

## Biografia
Natal'ja Kasperskaja (nome da nubile Stutser) è nata il 5 febbraio 1966 a Mosca in una famiglia di ingegneri e dipendenti dell'istituto di ricerca sulla difesa sovietico.
Natal'ja è stata membro del Komsomol, ha giocato a basket e intendeva diventare veterinaria fino a quando non ha rinunciato al sogno a causa delle difficoltà con lo studio della chimica. All'ottavo anno della sua istruzione, Natal'ja è passata da una normale scuola secondaria a una scuola di fisica-matematica gestita dal Moscow Aviation Institute.
Dopo aver terminato questa scuola, Natal'ja ha sostenuto gli esami di ammissione all'Università statale di Mosca Lomonosov ma non si è iscritta. Tuttavia, i suoi risultati sono stati abbastanza buoni da ottenere l'ingresso nel Moscow Institute of Electronic Machine Building (MIEM), dove ha studiato matematica applicata (1984-1989), e l'argomento del suo diploma era un modello matematico di un reattore nucleare sistema di raffreddamento. Successivamente, ha conseguito una laurea presso la Open University nel Regno Unito. Durante i suoi studi al MIEM, ha incontrato il suo primo marito Eugene Kaspersky, che ha sposato nel 1986.

## Carriera
Dopo essersi diplomata all'istituto, Natal'ja è stata assegnata all'Ufficio centrale scientifico e delle costruzioni di Mosca, dove ha lavorato per sei mesi come ricercatrice prima di andare in congedo di maternità. Natal'ja ha iniziato la sua carriera nell'IT all'età di 28 anni, quando ha assunto un lavoro, nel gennaio 1994, come commessa per un'azienda di software e accessori per computer con uno stipendio mensile di 50 dollari. Il lavoro aveva sede in un negozio appena aperto nel KAMI Information Technologies Center creato da una scuola superiore del KGB durante l'epoca sovietica. Ritiene che tutti i dati personali, come la cronologia delle ricerche, la geolocalizzazione, i contatti, la corrispondenza, i materiali fotografici e video, debbano appartenere allo Stato.

### Kaspersky Lab
Nel settembre 1994, Natal'ja divenne capo di un dipartimento di distribuzione di AntiViral Toolkit Pro (AVP), che era stato sviluppato dal 1991 dal team di Eugene Kaspersky, il suo primo marito. In due o tre anni, Natal'ja costruì con successo canali di distribuzione e una rete di supporto tecnico ed è entrata nei mercati internazionali, con vendite in rapida crescita da un iniziale di 100-200 dollari al mese nel 1994, a più di 130.000 dollari dopo un anno, oltre 600.000 dollari nel 1996 e più di 1 milione di dollari nel 1997. I ricavi sono stati divisi tra il team e l'azienda madre fino al 1997, quando i futuri fondatori di 'Kaspersky Lab' decisero di mettersi in proprio.
Natal'ja ha lanciato la fondazione Kaspersky Lab nel giugno 1997, è stata fondamentale per la denominazione della nuova società e ha lavorato come CEO per più di 10 anni. Le azioni di "Kaspersky Lab" sono state inizialmente divise tra Eugene Kaspersky (50%), i suoi due programmatori compagni di squadra Alexey De-Monderik e Vadim Bogdanov (20% ciascuno) e Natal'ja Kasperskaya (10%). Nel 1997, le vendite di Kaspersky Lab hanno iniziato a raddoppiare ogni anno, con un fatturato che ha raggiunto circa 7 milioni di dollari nel 2001 e superato i 67 milioni di dollari nel 2006.
Nell'agosto 2007, Natal'ja è stata sospesa dalle sue funzioni di gestione chiave da Eugene Kaspersky a causa del divorzio della coppia e dell'approfondimento del divario ideologico tra i due. Alla fine, Natal'ja ha accettato di rimanere presidente del nuovo consiglio di "Kaspersky Lab", prima di rompere definitivamente tutti i legami con l'azienda precedentemente a conduzione familiare nel 2011, con Kaspersky Lab che ha rilevato la quota di Natal'ja nella società nel 2007 e nel 2011 (circa il 30% delle azioni nel 2007). 

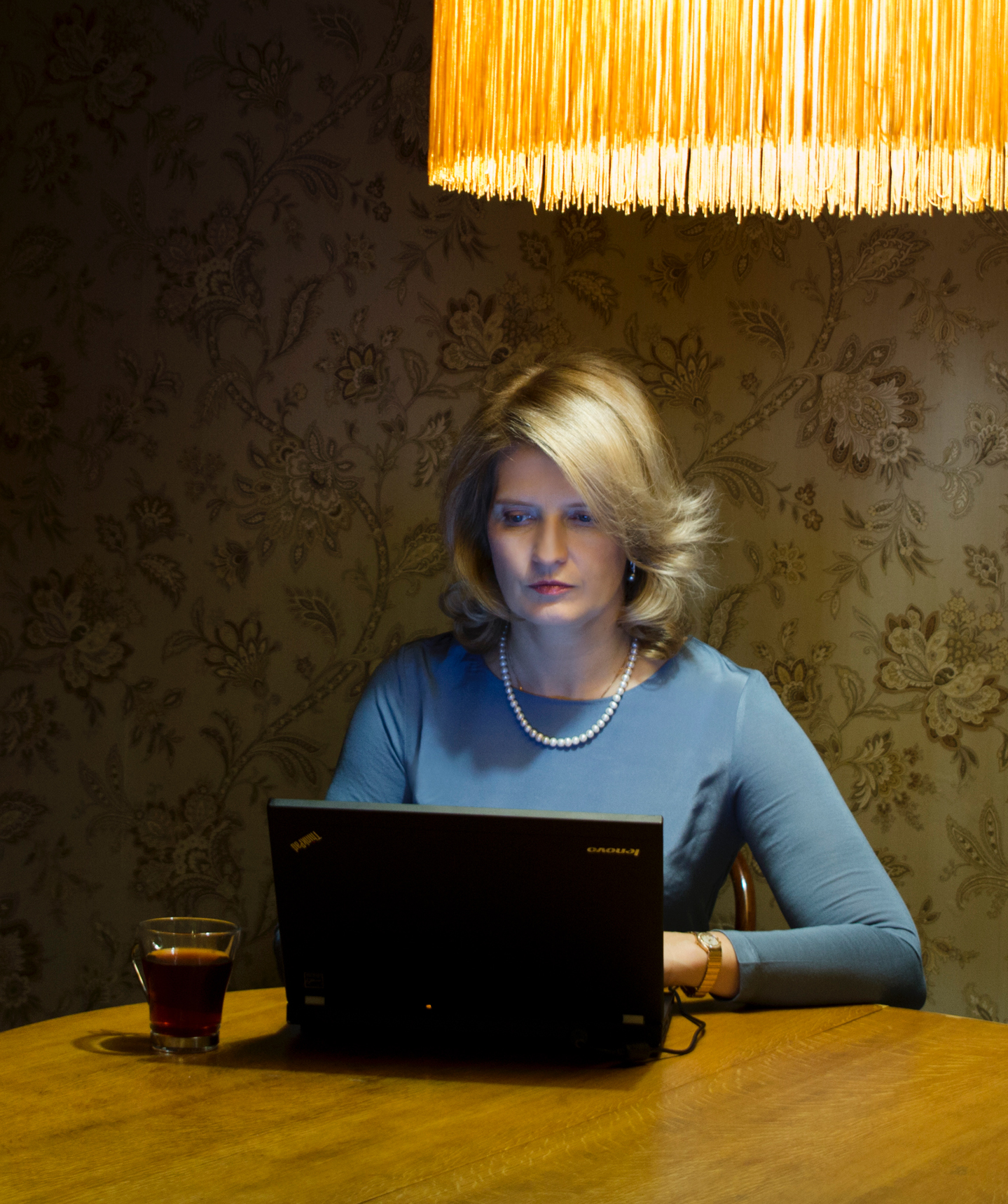
Natal'ja Kasperskaja (2016)

Sotto la supervisione di Natalya, Kaspersky Lab si è trasformata in una delle principali società antivirus con una rete di uffici regionali in tutto il mondo. Al momento del cambio di potere nel 2007, il fatturato annuo delle vendite aveva raggiunto 126 milioni di dollari, mentre la società aveva una capitalizzazione stimata di oltre 1,3 miliardi di dollari e un fatturato annuo di 700 milioni di dollari nel 2011, quando Natal'ja ha venduto la sua quota rimanente e se n'è andata. Dopo il cambio di gestione, il tasso di crescita dell'azienda è diminuito visibilmente, con un fatturato globale in crescita del 40% nel 2009, del 13,7% nel 2011, del 3% nel 2012 e del 6% nel 2013.

## Vita privata
Natal'ja Kasperskaja è stata sposata con Eugene Kaspersky dal 1986 al 1998 e la coppia ha avuto due figli, Maxim e Ivan. Kasperskaya ha quindi sposato Igor Ashmanov nel 2001 dopo una lunga relazione d'affari. Hanno tre figlie, Varvara, Alexandra e Maria.